# Grande Lisbona
La Grande Lisbona è una subregione statistica del Portogallo (vecchia regione di Lisbona e Valle de Tago), parte della regione di Lisbona e del distretto omonimo. Confina a nord con l'Ovest e il Medio Tago, ad est con la Lezíria do Tejo, a sud con l'estuario del Tago (oltre il quale si trova la Penisola di Setúbal) e ad ovest con l'Oceano Atlantico.

## Suddivisioni
Comprende 9 comuni:
- Amadora
- Cascais
- Lisbona
- Loures
- Mafra
- Odivelas
- Oeiras
- Sintra
- Vila Franca de Xira